# Ancienne église Saint-Blaise du Breuil
L'ancienne église Saint-Blaise est une église, aujourd'hui détruite, située au Breuil, dans l'Allier, en France.

## Localisation
L'église se trouvait à l'entrée nord du bourg, à l'ouest de la route de Saint-Prix (D 7), rue Louis-Mandrin, un peu en surplomb, en face du chemin de la Gaîté.

## Historique
L'église Saint-Blaise a été construite à partir de 1911 par l'architecte moulinois Michel Mitton, grâce à une souscription auprès des habitants. Elle est entrée en service en 1912.
L'église, qui n'appartenait pas à la commune puisqu'elle avait été construite après la loi de 1905, a souffert d'un manque d'entretien : le 4 mai 1998, une partie de la voûte s'est effondrée dans le chœur et l'accès a dû être interdit au public ; le contrefort nord s'écroule en 2011. Le diocèse a décidé de désacraliser l'église le 26 septembre 2011 ; elle a été démolie le 28 janvier 2013, ; les cloches ont été transportées dans la chapelle romane Sainte-Anne, qui avait été restaurée et qui l'a remplacée comme église paroissiale. En 2011, les vitraux, au nombre d'une vingtaine, avaient été déposés et mis à l'abri ; deux d'entre eux ont été restaurés et remontés dans l'église Sainte-Anne.
Lors de la démolition, on a retrouvé la pierre de fondation installée à la croisée du transept au cours d'une cérémonie religieuse qui a eu lieu le 21 mai 1911. Elle contenait dans une bouteille en verre blanc une sorte de procès-verbal rédigé en latin par le curé Barthélemy Jonnier.

## Description
L'église avait un plan en croix latine, avec une nef de trois travées. Le clocher carré était placé au-dessus de la façade, dans laquelle s'ouvrait le portail d'entrée ; il était surmonté d'un clocheton et pourvu d'abat-sons sur ses quatre côtés. Un porche soutenu par deux colonnes à l'avant s'appuyait sur la façade ; il était précédé de quelques marches. L'église était éclairée par de hautes fenêtres, assez nombreuses et garnies de vitraux.